# Mueang Samut Sakhon (huyện)
Mueang Samut Sakhon (tiếng Thái: เมืองสมุทรสาคร) là huyện thủ phủ (Amphoe Mueang) của Tỉnh Samut Sakhon, miền trung Thái Lan.

## Lịch sử
Mueang Tha Chin lần đầu xuất hiện trong luật của Ayutthaya. Vua Mahachakkraphat đã hạ lệnh lập Mueang Sakhon Buri. Vua Mongkut (Rama IV) đã đổi tên thành phố thành Samut Sakhon. Năm 1897, Mueang Samut Sakhon đã được chuyển thành huyện Mueang Samut Sakhon.

## Địa lý
Các huyện giáp ranh (từ phía tây theo chiều kim đồng hồ) là: Mueang Samut Songkhram của tỉnh Samut Songkhram, Ban Phaeo và Krathum Baen của tỉnh Samut Sakhon, và Bang Bon và Bang Khun Thian của Bangkok. Phía nam là vịnh Bangkok.

## Hành chính
Huyện này được chia thành 18 phó huyện (tambon), các đơn vị này lại được chia ra thành 115 làng (muban). Samut Sakhon là thành phố (thesaban nakhon). Bang Pla là một thị trấn (thesaban tambon). Các khu vực phi đô thị được quản lý bởi 15 Tổ chức hành chính tambon.
| \| 1. \| Maha Chai \| มหาชัย \| \| 10. \| Tha Sai \| ท่าทราย \| \| \| 2. \| Tha Chalom \| ท่าฉลอม \| \| 11. \| Khok Krabue \| คอกกระบือ \| \| \| 3. \| Krok Krak \| โกรกกราก \| \| 12. \| Bang Nam Chuet \| บางน้ำจืด \| \| \| 4. \| Ban Bo \| บ้านบ่อ \| \| 13. \| Phanthai Norasing \| พันท้ายนรสิงห์ \| \| \| 5. \| Bang Tho Rat \| บางโทรัด \| \| 14. \| Khok Kham \| โคกขาม \| \| \| 6. \| Kalong \| กาหลง \| \| 15. \| Ban Ko \| บ้านเกาะ \| \| \| 7. \| Na Khok \| นาโคก \| \| 16. \| Bang Krachao \| บางกระเจ้า \| \| \| 8. \| Tha Chin \| ท่าจีน \| \| 17. \| Bang Ya Phraek \| บางหญ้าแพรก \| \| \| 9. \| Na Di \| นาดี \| \| 18. \| Chai Mongkhon \| ชัยมงคล \| \| | Map of tambon |          |  |     |                   |            |  |
| 1. | Maha Chai     | มหาชัย    |  | 10. | Tha Sai           | ท่าทราย     |  |
| 2. | Tha Chalom    | ท่าฉลอม   |  | 11. | Khok Krabue       | คอกกระบือ   |  |
| 3. | Krok Krak     | โกรกกราก |  | 12. | Bang Nam Chuet    | บางน้ำจืด    |  |
| 4. | Ban Bo        | บ้านบ่อ    |  | 13. | Phanthai Norasing | พันท้ายนรสิงห์ |  |
| 5. | Bang Tho Rat  | บางโทรัด  |  | 14. | Khok Kham         | โคกขาม     |  |
| 6. | Kalong        | กาหลง    |  | 15. | Ban Ko            | บ้านเกาะ    |  |
| 7. | Na Khok       | นาโคก    |  | 16. | Bang Krachao      | บางกระเจ้า  |  |
| 8. | Tha Chin      | ท่าจีน     |  | 17. | Bang Ya Phraek    | บางหญ้าแพรก |  |
| 9. | Na Di         | นาดี      |  | 18. | Chai Mongkhon     | ชัยมงคล     |  |

Bản mẫu:Amphoe Samut Sakhon